# Rocketdyne F–1
A Rocketdyne F–1 hajtómű egy gázgenerátoros rakétahajtómű volt, amelyet az Egyesült Államokban fejlesztettek a NASA Saturn V holdrakétája számára az 1950-es évek végén. A hajtóművet a North American repülőgépgyár által alapított hajtóműgyártó a Rocketdyne kapta a fejlesztés feladatát, amely a H–1 hajtómű mellett a NASA számára fejlesztendő Saturn rakétacsalád fő hajtómű típusa lett, és mint ilyen az amerikai Holdra szállás egyik kulcsfejlesztéseként jelent meg. 
A hajtóművet kizárólag a Saturn V rakétában, annak is az első, S–IC jelű fokozatában használták, szám szerint ötöt egy-egy fokozatban – a vadonatúj rakétaépítési elvet, a cluster (csokorba kötött) hajtóművek elvét alkalmazva. 7000 kN-t meghaladó tolóerejével (és az öt hajtómű, 35 000 kN-t meghaladó össz tolóerejével) máig kivételes teljesítményű eszköznek számít

## Fejlesztésének története

### A NASA megalakulása előtt
Az 1950-es években az USA felismerte, hogy hadászati szempontból a bombázó repülőgépek kora lejárt és különösen az atomfegyverek esetleges célba juttatására más eszközt kell keresni, amelyet a rakétákban találták meg. Erre a célra számos hordozórakéta fejlesztése indult el, többek között az Atlas rakétáké. 1954-ben, amikor az Atlas hordozórakéta életútja még csak a fejlesztési fázisnál tartott, a Légierő Tudományos Tanácsadó Testülete kétségeit fogalmazta meg a rakéta sok szokatlan műszaki megoldása ellen és javasolták, hogy a következő ICBM fejlesztésénél már vegyék figyelembe az ő szempontjaikat.
A következő ilyen fejlesztés a Titan hordozórakéta volt, amelyhez bevonták szakértőként a Ramo-Wooldridge céget, amely meghívta a Lockheedet és a Glen L. Martin Companyt, hogy tegyenek alternatív javaslatokat a rakéta fejlesztéséhez. Végül a Martin javaslatát fogadták el – amelyből megszületett a Titan hordozórakéta –, ám kiválasztották a North American Rocketdyne divízióját is, hogy fejlesszen egy alternatív hajtóművet is a rakétához.

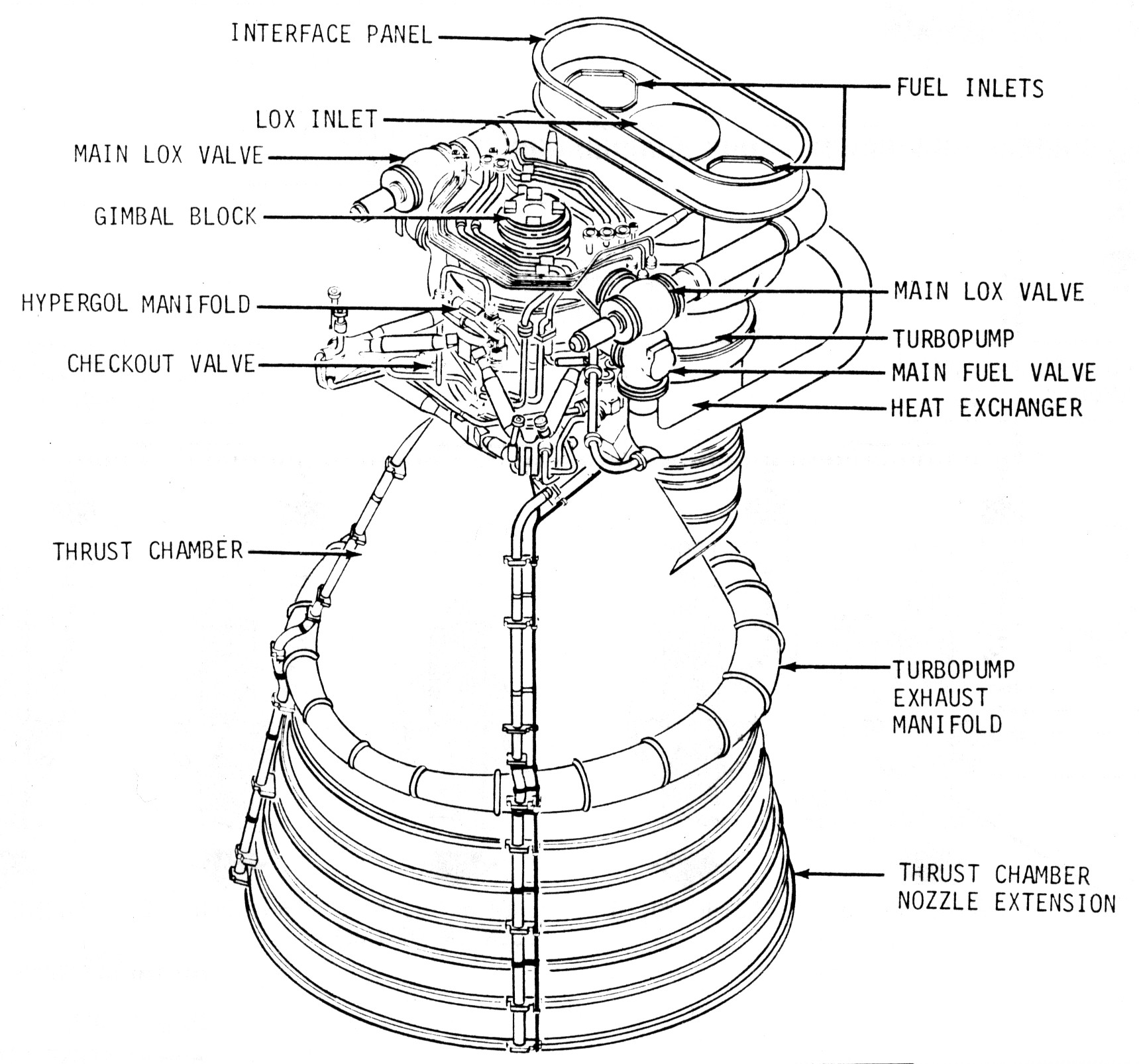
Az F–1 hajtómű rajza

A Rocketdyne más irányon indult el a fejlesztésben, a „cluster-elv” (csokorba fogott hajtóművek elve) helyett egyetlen nagyobb hajtóművel kívánta megoldani a követelményeknek való megfelelőséget. Ehhez elkezdték fejleszteni az E–1 hajtóművet, amely a Thor és a Jupiter hordozórakéták LR79 (vagy saját fejlesztési kódja szerint MB–3/S–3) hajtóműveinek megnövelt méretű és teljesítményű változata volt. Az első terveket a Rocketdyne 1955 második felében küldte el a Santa Susana Field Laboratorynak (az USA egyik fő, rakétafejlesztéssel foglalkozó intézetének), ám a hajtóanyag befecskendezőjének tervezése problémákkal terhelt volt, így a végső, működőképes terv csak 1956-ra lett kész.
1957 áprilisában Wernher von Braun hozzáfogott egy új űr-hordozórakéta fejlesztéséhez, amelyet az akkor még csak félhivatalosan létező ARPA követelményrendszerei alapján kezdtek meg. Ennek a hordozórakétának a tervek szerint 9100 kg tömeget kellett volna Föld körüli pályára szállítania, amelyhez kb. 4400 kN tolóerőre volt szükség. Az akkoriban a különböző fejlesztési fázisban levő rakéták közül a Rocketdyne E–1-ese volt a legnagyobb kapacitású hajtómű, amelyet von Braun be is választott a Juno V nevű fejlesztésébe. 1959-ben aztán elkezdődött egy következő rakéta, a Jupiter után következő hordozórakéta, majd későbbi nevén a Saturn fejlesztése, amely még nagyobb tolóerőre tartott igényt.
Időközben egyrészt a Titan rakéta első számú hajtóműve, az LR87 sikeresen debütált, majd a Szputnyik–1 sikerét követő amerikai pánikreakció miatt megalakult a NASA, így az E–1 Légierőn belüli fejlesztését törölték és minden kutatási eredmény átkerült az űrügynökséghez. Emellett a Rocketdyne lefektette egy még nagyobb hajtómű, az F–1 tervezési alapjait is, mindenféle láthatáron levő hordozóeszköz, vagy repülésre vonatkozó terv nélkül, kvázi a saját kockázatára (az ilyen jellegű fejlesztések bevett szokásnak számítottak akkoriban)

### NASA fejlesztések
A Rocketdyne házi fejlesztésének eredményeként az F–1 egyes komponensei 1957-ben már átestek teszteken is. Azonban az éppen életre hívott NASA fantáziát látott az űr eléréséhez jól illő hajtómű teljesítményében és a fejlesztés folytatása, a projektnek a légierőtől való átvétele mellett döntött. Ennek eredményeként az F–1 első, próbapadi tesztjeire 1960 márciusában sor került a Rocketdyne-nál (a tesztek egyébként viszonylag szétszórtan zajlottak: az alapvető fejlesztések a cég Canoga Park-beli, kaliforniai telepén történtek, míg más teszteket a Santa Susana Field Laboratoryban végeztek, aztán a végső tesztekre az Edwards légitámaszpontra költözött a hajtómű). A fejlesztés villámgyorsan zajlott, 27 hónappal a tervezési megbízást követően létrejött az első teljes értékű példányt is kipróbálhatták az Edwardson. Az eredmények is fényesek voltak: az ARPA eredeti kiírásában 4500 kN tolóerő szerepelt, a prototípus tolóereje azonban 7295 kN lett. Azonban ezt követően fény derült egy sor anomáliára, amelyeket mind meg kellett oldani, hogy a hajtóművet valóban alkalmazni lehessen egy űrjárművön.
A problémák legnagyobb részét komoly égési instabilitások jelentették. Leggyakrabban 4 kHz-es oszcillációk léptek fel az instabil égés következtében egészen 24 kHz-es felharmonikusokig, amelyre nehezen sikerült megoldást találni és amely rezgések gyakran az egész szerkezet pusztulásával jártak. A mérnökök végül egy nagyon egyedi megoldást találtak: az égéstéren kívül, sugárirányban elhelyezett kisebb robbanótölteteket szereltek fel (amelyet a mérnöki szleng bombának nevezett el és amelyekben C4, vagy puskapor robbanóanyagot alkalmaztak) és a járó hajtómű mellett ezek felrobbantásával keltettek ellenrezgéseket. A mérnökök ezen eszköz alkalmazásával választ kaptak arra, hogy egyes hatások esetében hogyan reagál az égéstérben áramló gázsugár a nyomásváltozásokra, majd képesek voltak meghatározni, hogyan szüntessék meg ezen hatásokat. Ennek hatására megszülettek azok a koaxiális üzemanyag befecskendezők, amelyek a legellenállóbbak voltak az égési instabilitásra. Az új dizájn később olyan sikeres lett, hogy a hajtómű képes volt egytized másodperc alatt korrigálni a spontán keletkező nyomásingásokat. A fejlesztési folyamat viszont két évig, 1959-61 között húzódott el.

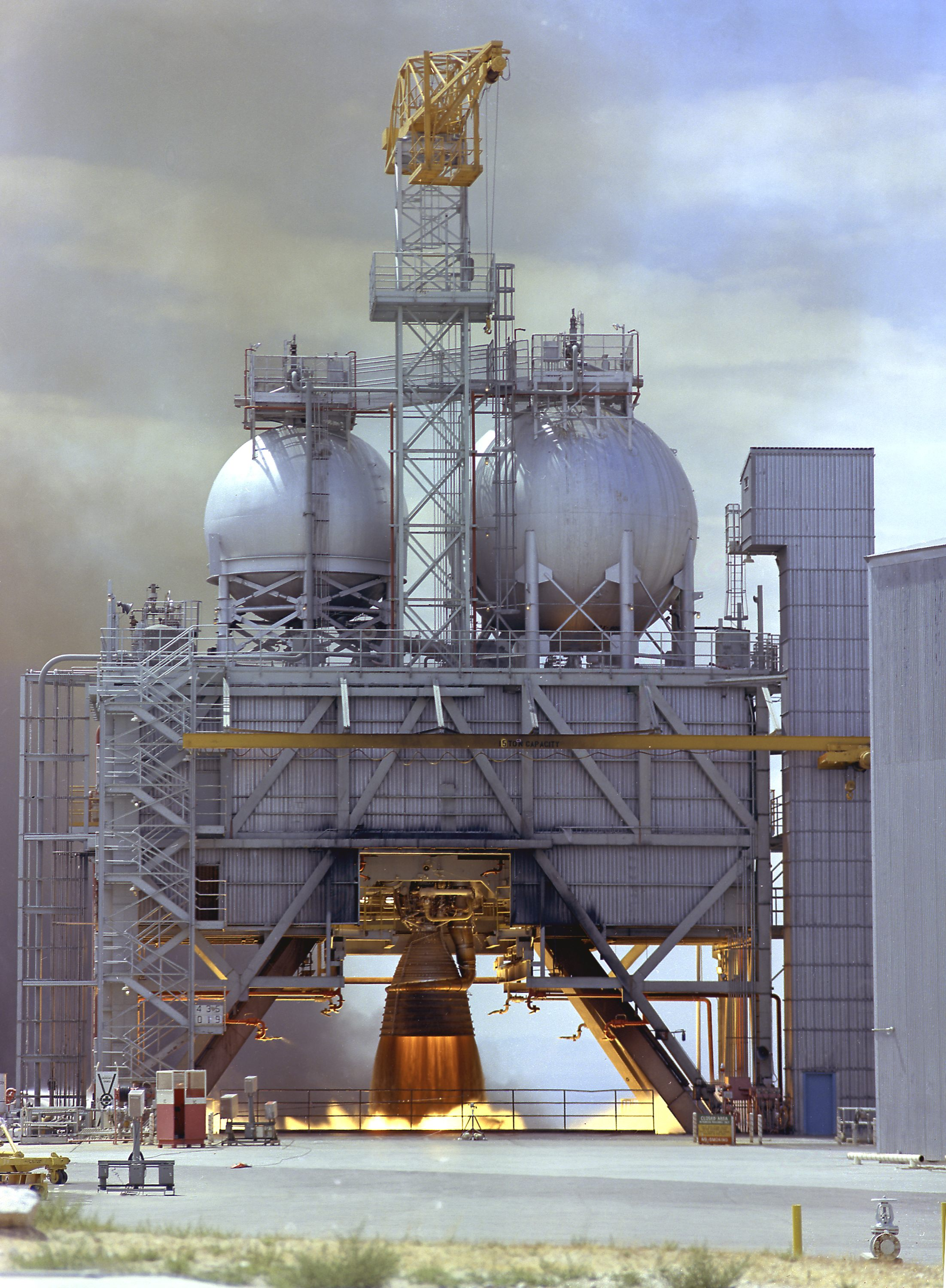
Egy F–1 hajtóműteszt az Edwardson

A problémák másik iránya a hajtóművet ellátó turbószivattyúk iránya volt. Az alapprobléma az volt, hogy olyan részegységre volt szükség, amely soha nem látott mennyiségű üzemanyagot és oxidálóanyagot kellett juttasson egyenletesen az égéstérbe. A problémára jellemző, hogy olyan szerteágazó volt a megoldandó feladat, hogy csak a turbószivattyú tervezése több időt vett igénybe, mint bármely más F–1 alkatrészé együttvéve. A fő problémát a szivattyú által továbbított közeg hőmérséklete jelentette: a –184 °C-os cseppfolyós oxigén megfagyasztotta a csapágyazást. Ennek megoldására fűtőrendszert kellett beszerelni, hogy a szivattyú képes legyen percenként 102 230 liter folyadékot a gázgenerátorba és onnan a hajtóműbe juttatni. A turbószivattyú meghajtását egy 55 000 lóerős turbina biztosította. A két részegységet el kellett különíteni, mivel a turbina üzemi hőmérséklete 816 °C volt, így kb. ezer fokos hőmérséklet különbség uralkodott a két részegység között. A szivattyú másik végén kb. 79 000 newton/cm² nyomás keletkezett az injektoroknál. Ezek a fizikai körülmények a tesztek során összesen kilenc alkalommal vezettek hajtómű robbanáshoz, amelyeket minden alkalommal újratervezés követett, vagy az anyagválasztásokat kellett újragondolni.
A tervasztal után következő fázis a statikus hajtóműtesztek próbái volt. Ehhez először a mérnökök az Edwards légitámaszpontra költöztették az F–1-et, arra a helyre, ahol a Légierő először kezdett még az E–1-gyel próbákba. Kézenfekvő volt, hogy az Atlas rakétákhoz épült próbapadokat használják – természetesen átalakítva – az első tesztekre. Később más próbapadok is épültek (egy F–1 próbapad lényegében egy hatalmas, 11 emeletes épületnek megfelelő torony volt), végül a Rocketdyne-nak összesen öt próbapadja is üzemelt a tesztbázison. A tesztek korlátait az jelentette, hogy egyik próbapadnál sem állt rendelkezésre olyan tartály, amely 20 másodperces működésnél többre elegendő lett volna a hajtóműnek.
A próbák felgyorsítására később a NASA úgy döntött, hogy egy második helyszínt is bevon a hajtóműpróbákba: a Marshall Űrrepülési Központban, Huntsville-ben is elkezdődtek a tesztek. Ezen a helyszínen már sorozatban gyártott példányokat próbáltak ki és a munkamegosztás úgy alakult, hogy a Rocketdyne az Edwards-on felügyelte a munkát, míg Huntsville-ben a NASA munkatársai felügyelete alatt folytak a próbák. A próbák végül az S–IC–T (az S-IC rakétafokozat teljesen készre szerelt változatának) próbájában csúcsosodtak ki 1965. április 15-én, amikor a hajtóművekkel 33 000 kN tolóerőt értek el.

## Kialakítása

### Szerkezeti elemei
A hajtómű lelke az égéstér volt, amelyben az RP–1 jelű kerozin hajtóanyagot és a cseppfolyós oxigént elegyítették, hogy aztán a két komponens elégetésével tolóerőt nyerjenek. A hajtómű tetején egy kupola alakú térben egy csőrendszer felelt azért, hogy az oxigént eljuttassák az injektorokhoz, illetve itt volt egy kardáncsatlakozó, amelyhez a hajtóművet rögzítették (hogy annak a tervezett keretek között vektorálható legyen a gázsugara), azaz itt adta át a tolóerőt a rakéta szerkezetének a hajtómű. Ez alatt a részegység alatt helyezkedtek el az injektorok, amelyek a hajtóanyagot és az oxidálóanyagot juttatták be az égéstérbe úgy, hogy azok ott összekeveredjenek és egyenletes égést biztosítsanak. A hajtóanyagnak egy másik csőrendszere volt, amely nem az oxigéné mellett vezetett (a rendszer bonyolultságára jellemző, hogy 178 csövet építettek be e hajtóanyagrendszerbe), amely egyúttal hűtést is biztosított az injektor fúvókáknak.

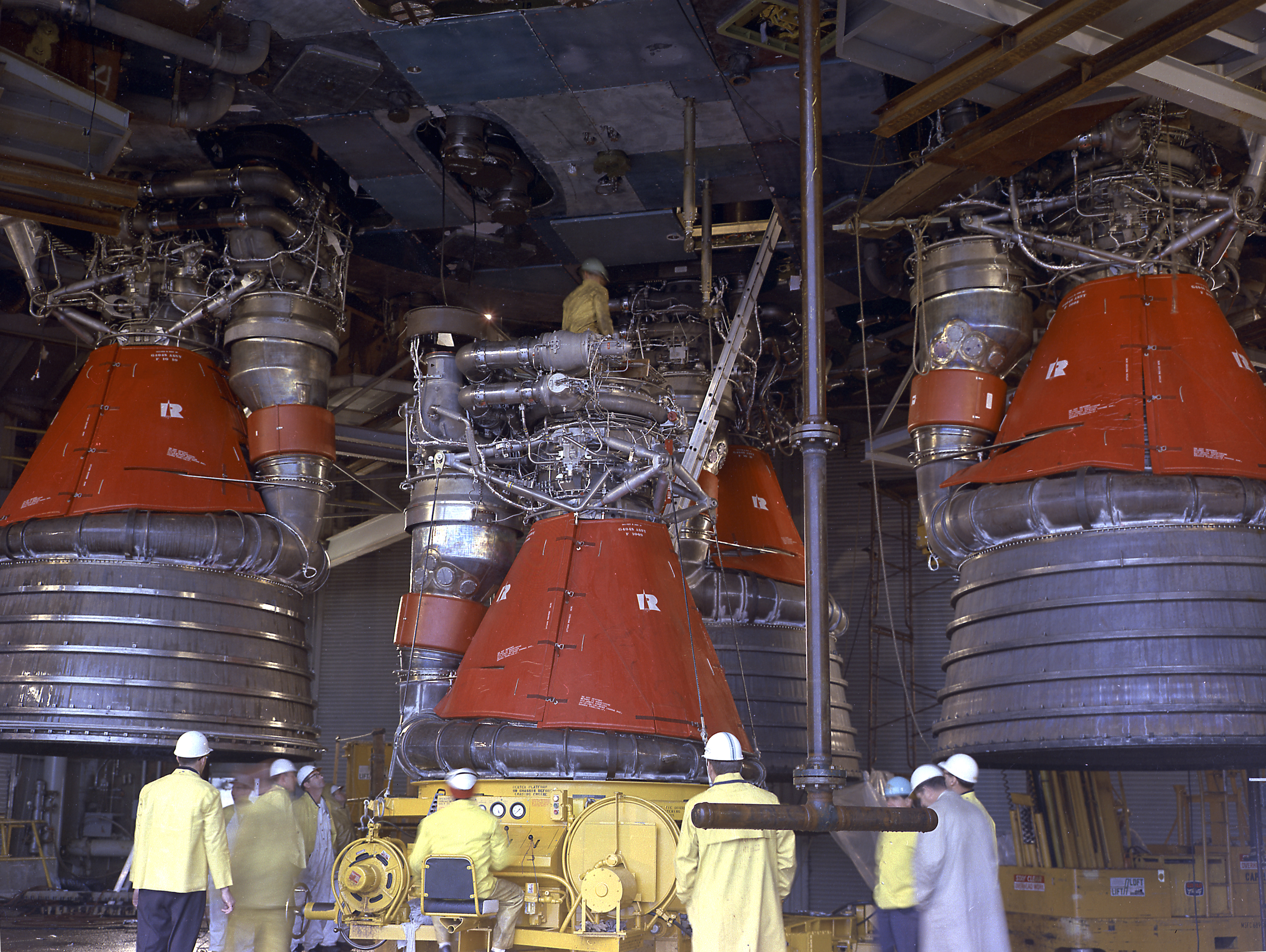
Az F–1-esek beszerelések az S-IC fokozatba

Az injektorok felett helyezték el a gázgenerátort és a turbószivattyúk turbináját. A gázgenerátor egy független hajtóanyag és oxigénrendszeren át biztosította a turbina meghajtását. A turbina 5500 ford/perc fordulaton 55 000 lóerő (41MW) teljesítményt adott le. Ezzel a teljesítménnyel percenként 58 560 liter hajtóanyagot és 93 920 liter cseppfolyós oxigént juttattak a turbószivattyúkba és onnan az égéstérbe. Ennek a részegységnek kellett a legnagyobb terheléseket elviselnie: a turbina erre gyakorolt 79 000 newton/cm2 nyomást, illetve ez a részegység volt egyszerre kitéve belépő oldalon a cseppfolyós oxigén -184 C°-os, valamint a kilépő gáz 816 C°-os hőmérsékletének. Strukturálisan is érdekes megoldást választottak a mérnökök: a hajtóanyag egyszerre szolgált kenési és hűtési funkciókat a turbina csapágyainak.
A hajtómű fő alkatrésze, az égéstér volt a következő részegység, ahol a hajtóanyag és az oxigén egyesült és végbement az égés. Ennél a részegységnél az ún. regeneratív hűtés (azaz a hajtóanyag és a cseppfolyós oxigén által biztosított hűtés) volt a fő szempont. A feladat úgy hangzott, hogy „biztosítsuk, hogy meg ne olvadjon”. Erre olyan hidrodinamikai és termodinamikai számításokat kellett végezni, amelyekkel eljuthattak oda, hogy létrehozzanak egy olyan égést, amelyben nem jönnek létre ún. „forró pontok”. A másik tervezési irány az anyagválasztás volt, amellyel szintén a hőnek ellenálló szerkezetet lehetett létrehozni. A mérnökök választása egy nikkel alapú ötvözetre, az Inconel–X750-re esett, amely kellőképpen ellenállt a hőnek.
Az égéstér alatt helyezkedett el egy fúvócső kiterjesztés, amelynek a feladata az volt, hogy az égéstérből kilépő gáz tágulási mértékét 10:1-ről 16:1-re változtassa, ezzel fokozva a végső értékre a tolóerőt. A turbinából kilépő gázokat szintén ide vezették egy kúpos csőrendszeren át, amely relatíve hideg gáz egy filmréteget képzett a szerkezeten, amely megvédte azt az égéstérből kilépő 3200 C°-os fő gázáramtól.
Az F–1 volt a valaha épített legerősebb, szolgálatba állított egy fúvócsöves folyékony hajtóanyagú rakétahajtómű (ugyan az M–1 hajtómű nagyobb tolóerőt biztosított, de az csak a tesztekig jutott, sohasem használták fel repülő konfigurációba, illetve az RD–170-esnek is nagyobb volt a tolóereje, ám annak négy fúvócsöve volt). A hajtómű RP–1 jelű kerozint használt hajtóanyagul és cseppfolyós oxigént oxidálóanyagként. A Saturn V rakétában minden egyes F–1-es 2578 kg hajtóanyagot és oxidálószer égetett el, amelyből 788 kg RP-1-es és 1789 kg oxigén volt. Ezzel egyenként 6700 kN tolóerőt teljesített. Ez megfelelt másodpercenként 976 liter RP-1-es és 1565 liter oxigén átáramlásának. A hajtóművek a repülési profil szerint 68 kilométer magasságba juttatták az akkorra 9920 km/h sebességet elérő, 2850 tonnás starttömegű Saturn V-öt. Az egyes F–1 hajtóművek teljesítménye nagyobb volt, mint a Space Shuttle három főhajtóművének összesített tolóereje.

### Indítás előtti és utáni kezelése
A hajtómű az alkalmazott hajtóanyag miatt különleges kezelést igényelt. A hajtóműpróbákhoz betöltött RP–1 kerozin szénhidrogén maradványokat hagyott a hajtóműszerkezet belső felületein a próbaterheléseket, tesztindításokat követően. Ezeket a jövőbeni hajtóműindítások sikeressége érdekében el kellett tüntetni. Erre triklór-etilén oldószert kellett alkalmazni, amellyel azonnal a használat után feltöltötték a kérdéses rendszereket (elsősorban az üzemanyagrendszert), hogy megszüntessék a lerakódásokat. A tisztítási periódus egyenként 30-35 percig tartott és egyes esetekben a gázgenerátort és a LOX kupolát is megtisztították ilyen módon.

## Fejlesztések

### Apollo–8 – Apollo–17

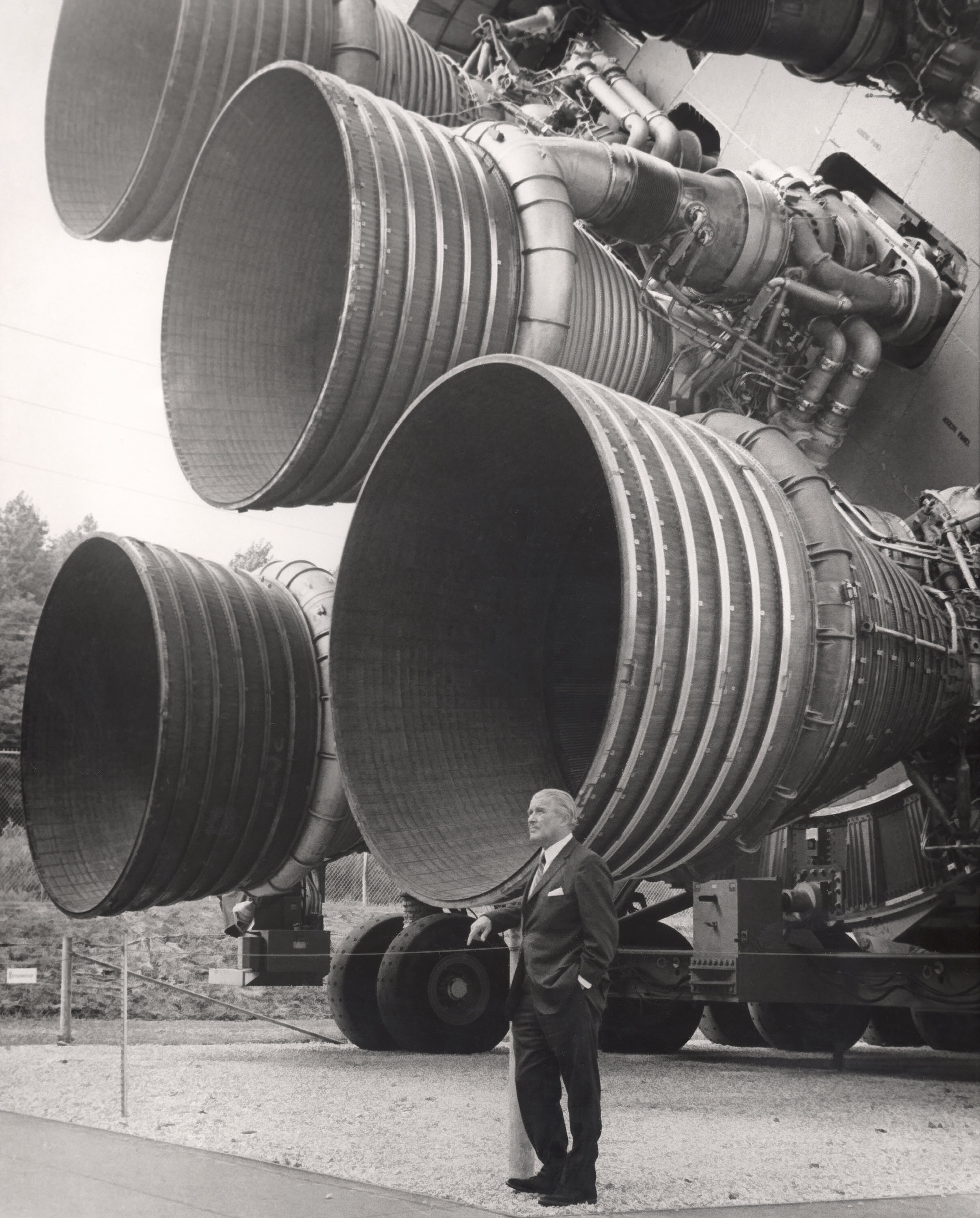
Az Apollo-program sikerkovácsa, Wernher von Braun pózol a Saturn V F–1-eseinek fúvócsövei előtt

Az Apollo–program során – a felbocsátandó űrhajó/holdjáró/felszerelés/ellátmány együttes tömegének folyamatos változása miatt – expedícióról expedícióra változott a rakétával, így a hajtóművek teljesítményével kapcsolatos igán (természetesen jól behatárolt keretek között). Az Apollo–8 például nem vitt magával holdkompot, csak kissé csökkentett tömegű ballasztot, majd a következő fejlődési lépcső az Apollo–10 volt, amely már mindennek felszerelt repülés volt, igaz mivel a holdkomppal nem terveztek teljes Holdra szállást, így nem volt szükség annyi hajtóanyagra a holdkompban, aztán egy újabb tipikusnak tekinthető szint volt az Apollo–11 leszállása, teljes kiépítésben és ellátmánnyal, amelyet egy újabb fejlődési szint követett, az Apollo–12, –13 és –14 H típusú repülése kb. 32 órás holdi tartózkodással, két 4 órás holdsétával és az ahhoz szükséges ellátmánnyal, majd a végső fejlődési szintet a három J típusú repülés, az Apollo–15, –16 és –17 jelentette holdjáróval felszerelve, valamint közel 72 órás felszíni tartózkodással és az ahhoz szükséges megnövelt ellátmánnyal. A mérnökök az egyre növekvő igények miatt mind a Saturn V-öt, mind azon belül az összes fokozat hajtómű-teljesítményét megpróbálták fejleszteni.
A fejlesztések legtöbb esetben a finombeállítások javításával történtek. Például az egyik legnagyobb lépcsőt a holdjárós expedíciók ilyetén irányú előkészítése jelentette, amikor például az S–IC fokozat üzemanyag-maradékát állították alacsonyabb értékre, hogy hosszabb ideig éghessenek a hajtóművek és így tudják a nagyobb tömeget megfelelő pályára juttatni. A finombeállításokkal elérték, hogy például az Apollo–16 hajtóműveinek összteljesítménye 33 895 kN legyen az átlagosnak tekinthető 33 655 kN, vagy az Apollo–11 specifikációjában szereplő 33 590 kN helyett.

### F–1A
A NASA 1965-ben írt ki egy követelményrendszert az Apollo utáni idők űrtevékenységéhez fejlesztendő űreszközökre, ezen belül a Saturn V teljesítményét meghaladó hordozórakétára. A cél egy 200 000 kg-ot Föld körüli pályára állítani képes hordozórakéta volt a Saturn V bázisán. A terv eredménye a Saturn MLV rakéta lett (MLV, mint Modified Lauch Vehicke – Módosított Hordozórakéta), amely kapott volna még egy Titan gyorsítófokozatot, az S-IC fokozat hajtóművei pedig 20%-kal nagyobb tolóerővel, 40000 kN-ra javított összteljesítménnyel működtek volna. Ehhez a feladathoz a Rocketdyne tanulmányokba kezdett, amelyben a hajtómű, utalva a továbbfejlesztésre, az F–1A jelet kapta. Később azonban jóval az Apollo-program vége előtt leállították a Saturn V gyártósorait és az F–1A projekt is törlésre került.
1977-ben a NASA lehetséges céljai között még szerepelt a Mars elérése is. Az erre reflektáló tanulmányok szerint erre a feladatra a Saturn V túl kicsinek bizonyult, így feléledtek a korábban Nova rakéta néven emlegetett gigantikus hordozóeszközre vonatkozó igények (vagy alternatívaként megjelent még a Saturn C-8 is). Ebben a rakétában már 8 darab F–1 szerepelt volna, természetesen a Rocketdyne tanulmányában szereplő megnövelt teljesítményű változatban.

### F-1B
Az F–1 hajtóművek még egyszer merültek fel űrszállítási feladatokkal kapcsolatban, közel 40 évvel az utolsó felhasználásukat követően. Az STS rendszer kényszerű leállítását követően a NASA j távlatok elé nézett, előbb a Constellation programmal, majd annak leállítása után más újabb űrprogramokkal, így az Artemis-programmal kapcsolatban. Ez utóbbi 2011-ben indították útjára és a Hold újbóli elérését, majd lehetséges továbblépésként a Mars elérését tűzték ki elé célként az USA űrhajósai számára. A programban a Constellation sohasem repült, fejlesztési fázisban maradt Ares V rakétái helyett az SLS rendszert javasolták a szakemberek megvalósítani. Az SLS előzetes munkáinak részeként a NASA kiírta az Advanced Booster Competition (Korszerű Hordozórakéta Verseny), projektjét amelynek az volt a célja, hogy 2015-re kiválasszák a nyertes rakétahajtóművet az Artemis–program számára. A versenyen a Pratt & Whitney Rocketdyne az F–1 egy korszerűsített, folyékony hajtóanyagú rakétahajtóművével indult a versenyen. A projekt keretében a Marschall Űrrepülési Központban 2013-ban elkezdődtek a tesztek egy eredeti F–1-essel (amelyet egy hiba miatt még az Apollo–11-ből szereltek ki és a Smithsonian Intézetnél tárolták – gyári száma F–6049 volt). 
A versenyre a Pratt & Whitney Rocketdyne a Pyrios rakétával nevezett, amelyben megnövelt tolóerejű F–1B változatú hajtóműveket alkalmaztak. Ebben a verzióban 4 db F–1B hajtóművet alkalmaztak, amelyet kombináltak az SLS Block 2 fokozattal, amelyben négy RL10-est építettek be, így a rakéta elméleti tolóereje 150 000 kg alacsony Föld körüli pályára állítását tette lehetővé. Összehasonlításképpen a négy RS–25-össel (a Space Shuttle főhajtóműveivel) szerelt verzió kapacitása 113 000 kg volt Föld körüli pályán.
Az F–1B kialakítása némileg különbözött az F–1-től és az F–1A-tól (miközben a tervezési cél az volt, hogy a hajtómű legalább olyan teljesítményt nyújtson, mint a végül nem alkalmazott F–1A). Ennek érdekében jelentősen egyszerűsítették az égéstér kialakítását, számos alkatrészt kiváltottak, hogy kevesebb komponensből épüljön fel a hajtómű. Ennek érdekében elhagyták az F–1 kiáramlás visszaforgató rendszert, közte a turbina kiáramlás közbenső fúvókát, a "függönyhűtés" csőrendszerét, míg a turbina kiáramlási rendszere kapott egy külön kipufogó rendszert. Emellett rövidebb lett a fő fúvóka mérete is az F–1-hez képest. A gyártási eljárásokat is korszerűsítették, egyes alkatrészeket a költségcsökkentés érdekében lézer hegesztési eljárással készítették. Az eredményül kapott hajtómű tolóereje 80 000 kN lett, kb. 15%-kal erőteljesebb, mint az Apollo repülések során alkalmazott alapváltozat 69 000 kN tolóereje.

## Az F–1 hajtóművek repülései
Az Apollo-program során összesen 13 repülésen 65 F–1 hajtóművet használtak fel, amelyek mindegyike az S–IC rakétafokozat repülési profiljának megfelelően az Atlanti-óceánba hullott az üzemanyaga kifogytával. Ezek közül 10 rakétát indítottak ugyanazon a 72°-os azimut mentén. A holdrepüléseken két kivétel adódott, az Apollo–15 sokkal délebbi keringésbe állt és a 80 fokos, míg az Apollo–17 még délebbi irányt vett a 91,5 fokos azimut mentén. 

### Tesztrepülések
Az első Satrun V repülések egyik célja éppen a hajtóművek követelményeknek megfelel működésének igazolása volt éles körülmények között, amely az F–1 esetében erősen súrolta a sikertelenség mezsgyéjét. 

#### Apollo–4

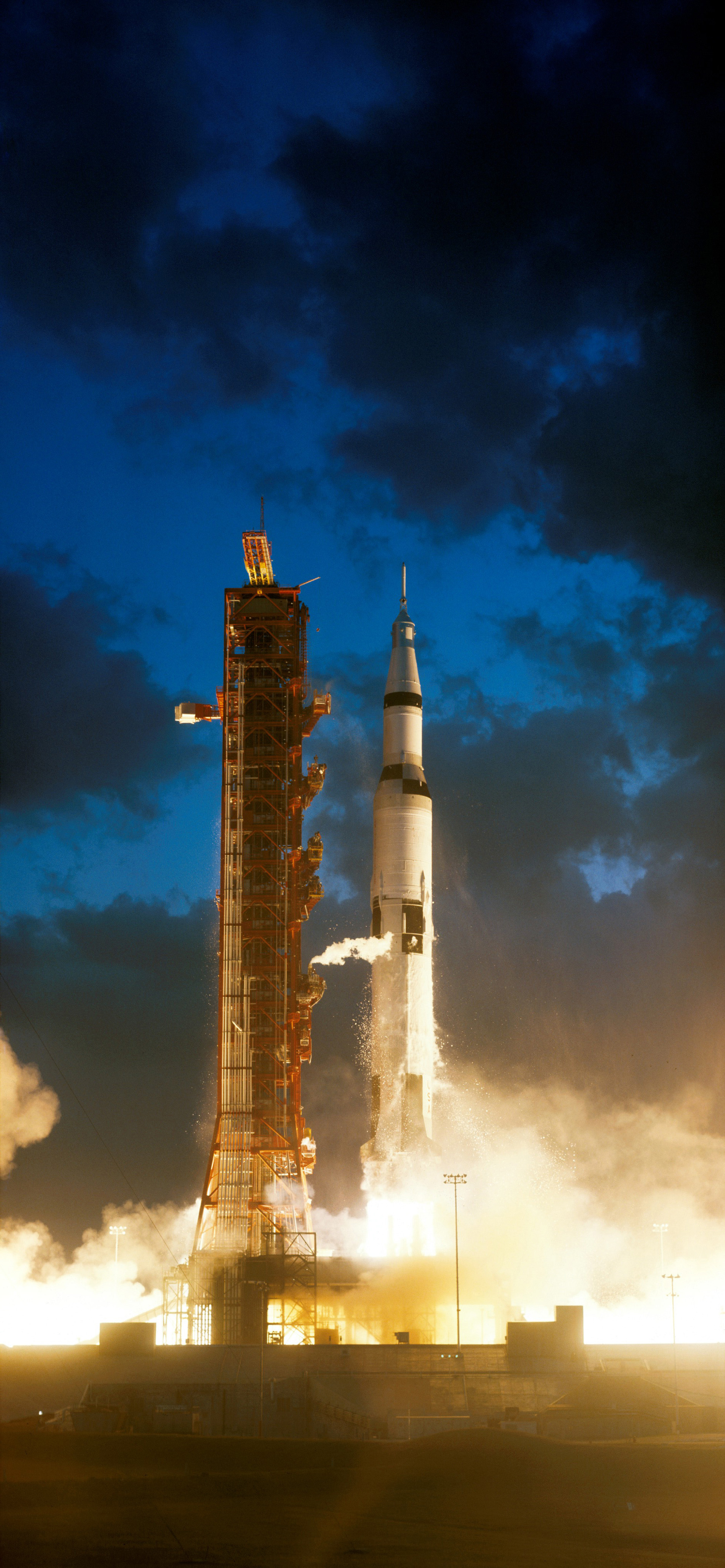
Az első F–1-esek startja 1967. november 9-én

A legelső ilyen próba az Apollo–4 repülése volt 1967. november 9-én. A felbocsátás szenzációját éppen az F–1 hajtóművek teremtette különleges hatások jelentették. A rakéta hajtóműveit 8 másodperccel a tervezett startidőpont előtt indították be startidőpont, de pár másodpercig még a rendkívül erős leszorító karok tartották a földhöz rögzítve az űrjárművet, majd amikor azok terv szerint – a hajtóművek tökéletes beindulásakor és csúcsteljesítményük elérésekor – elengedték a rakétát, az óriás előbb pár pillanatig állni látszott az indítótorony mellett, majd méltóságteljesen emelkedni kezdett. Tizenhárom másodpercig tartott, amíg az űrhajó elhagyta az indítótorony magasságát, amikor a helyi irányítás utolsó ténykedéseként Paul Donelly szpíker a hangosbemondóba bemondta: „A torony üres”. Ebben a pillanatban a Cape Kennedy-i irányítás átadta a repülésirányítást a houstoni fő irányítóközpontnak.
A helyi bemondó hangja azonban már kis híján beleveszett abba a hangorkánba, amely a Saturn V indításának legnagyobb szenzációja volt. Bár pontosan a hanghatás miatt, hogy a talajról visszapattanó hangnyomás nehogy kárt tegyen az emelkedő rakétában, másfél millió liter vizet zúdítottak az indítóállás árkába, ahová a hajtóművek fúvócsöve nézett, a hanghatás mégis döbbenetes volt a zömében öt kilométernél messzebbre is fekvő épületek (így a VAB, a kilövést irányító központ épülete vagy a VIP-lelátók) között. A körülményeket Walter Cronkite tévétudósító spontán, a lelkesedéstől keresetlen hangú közvetítése írja le:

„...az épületek rázkódnak. A mi épületünk is rázkódik!! Ó, ez rettenetes, az egész épület remeg! A hatalmas kilátóablak is remeg! Itt állunk és a kezünkkel tartjuk! Nézzék a rakétát, ahogy már kilométer magasan jár és eltűnik a felhők között!...látják... látják... ó, a dübörgés rettenetes!...”

– Walter Cronkite, Broadcast of Apollo 4 launch

A repülés azonban rendkívüli esemény nélkül lezajlott. Egyedül kisebb problémaként jelentkezett, hogy a hajtóművekben ún. pogo oszcilláció lépett fel, amely azonban tűréshatáron belül maradt.

#### Apollo–6
A második tesztrepülés bonyolultabb repülési célokat fogalmazott meg, ám egy később is csak nehezen elhárítható, kis híján végzetes problémát tárt fel, elsősorban az F–1 hajtóművek működésében. A felszállásra 1968. április 4-én 7:00-kor (12:00 UTC) került sor Cape Kennedy 39A indítóállásából. Azonban mindjárt a felszállás második percében problémák adódtak, az hajtóműben keletkező oszcilláló nyomásváltozások miatt hosszirányú rezgések (a rakétatechnikában „pogo oszcilláció” néven ismert jelenség) keletkeztek a rakétában, amitől az „rángatózni” kezdett. Ilyen jelenség jelentkezett korábban is, az Apollo–4 repülésen, azonban a mért értékek akkor tűréshatáron belül voltak, ezúttal azonban messze meghaladták azokat. Az Apollo–4-en mért értékek 0,1 g gyorsulás és lassulás különbséget mutattak, az elfogadható mérték limitjét még 0,25 g-ben határozták meg a Gemini-program idején, az Apollo–6-on mért legmagasabb érték 0,62 g volt. A rezgések 30 másodpercig voltak tapasztalhatóak. A mérnökök ennek a hatásnak tudták be, hogy a kamerák által is megfigyelt módon az űrhajót védő kúpos borítás megsérül, majd egyes helyeken le is válik a rakétáról.

### Éles repülések
Az emberekkel végzett első repülések – amelyek részben még maguk is tesztek voltak – idején is folytatódtak a hajtómű rendellenes működéséből eredő megpróbáltatások.

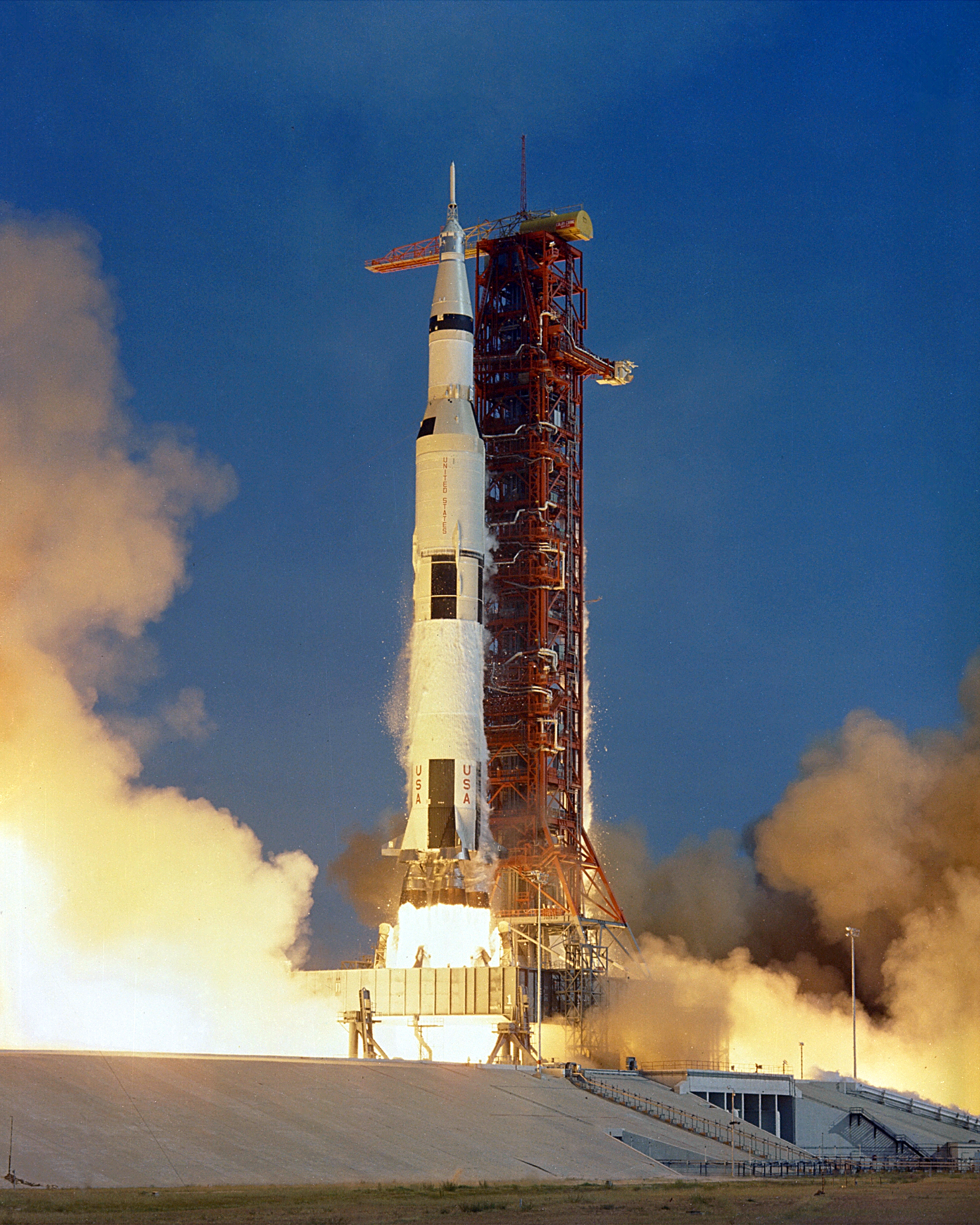
A legtörténelmibb start F–1-es hajtóművek igénybe vételével: az első Holdra szállás startja (Apollo–11, 1969. július 16.)

#### Apollo–8
A program első repülése volt, amely a Saturn V-öt vette igénybe, így amellett, hogy egy merész tervezési húzással a NASA egyből a Holdat ostromolta (igaz nem leszállási célzattal, csak, hogy elsőként érje el és álljon körülötte pályára), az előző tesztrepülésen még elégtelenül működő rakéta próbája is volt a repülés. Az Apollo–8 startjára 1968. december 21-én került sor, első alkalommal használva a Saturn V-öt élesben, emberekkel a tetején helyet foglaló Apollo űrhajóban. A felbocsátás során három apróbb hiba merült fel: az első fokozat hajtóművei egy kicsit alulteljesítettek – 0,75% tolóerőkiesés volt mérhető –, amelyet a fokozat 2,45 másodperccel hosszabb működésével kompenzáltak, majd a második fokozat hajtóműveiben kisebb oszcilláló nyomásváltozások jelentkeztek (hasonlóak, mint az Apollo–6 esetében, csak sokkal kisebb intenzitásúak, Bill Anders találó leírása szerint olyan érzetet okozva, „mintha öreg vonat futott volna ócska síneken”), így e hibák eredőjeként a pályaadatok egy kissé eltértek a tervezettől. A Föld körüli pálya végül 183,2 × 190,6 kilométeres ellipszis lett a tervezett 185 kilométeres körpályával szemben.

#### Apollo–10
A következő fontosabb repülés a Hold felé a Saturn V-tel az Apollo–10 volt (a közbe eső Apollo–9 csak Föld körüli pályára repült tesztcéllal), amelyen ismét fellépett a jól ismert hajtóműprobléma, nagyobb erővel, mint bármikor korábban. Az Apollo–10 1969. május 18-án, 12:49:00-kor (16:49:00 UTC) startolt el Cape Kennedy LC39B indítóállásáról, százezernyi néző – köztük megannyi híresség – jelenlétében. A felszállás nem várt szenzációt hozott: a Gemini indításokhoz szokott legénység borzasztó rázkódást érzékelt. A rakétán újra előjött a korábbi repülések pogo oszcillációja mindjárt az első fokozat emelkedése közben. A vibráció olyan erős volt, hogy a műszerek képe összefolyt a legénység szeme előtt és amikor Stafford jelenteni akarta a rendellenességet az irányításnak, képtelen volt összefüggő szavakat formálni. A fokozatleválás után a jelenség az S-II-vel is folytatódott és csak a pályára állás után simult ki a repülés. A legénység komolyan aggódott, hogy a rázkódás kárt tehetett az űrhajójukban, vagy a holdkompban. A másfél fordulatnyi rendszerellenőrzés azonban mindent hibátlannak talált, így a repülésvezető Glynn Lunney kiadta a parancsot a Hold irányú gyújtásra, a TLI-re (Trans Lunar Injection – Holdirányú hajtóműindítás). Az S-IVB a beindulása után ugyanolyan morgó hangokat adott ki és rázkódásba ment át, mint a Föld körüli pályára állás során. A teljes Apollo–program során az Apollo–10-et sújtotta leginkább a Saturn V technikai problémája.

#### Apollo–11 – Skylab űrállomás

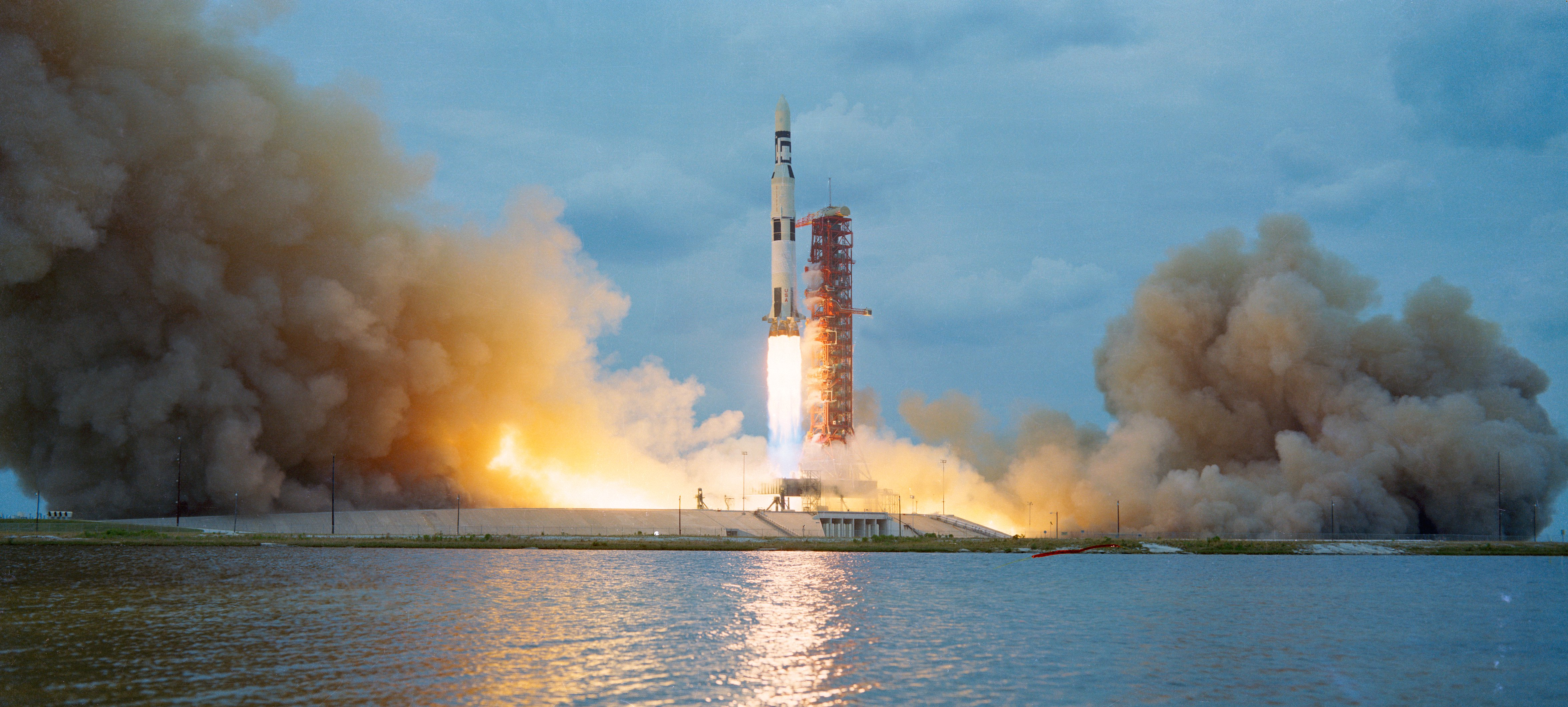
És az utolsó F–1 hajtóművek startja, a Skylab űrállomás felbocsátása

Az Apollo–10-et követően sikerült elhárítani a Saturn V hajtóművekből eredő elsődleges problémáját és a pogo oszcilláció és az abból eredő vibrációk nem sújtották többé a repüléseket. Természetesen startprobléma továbbra is jelentkezett: az Apollo–12-be villám sújtott, kiütve az elektromos rendszerét, az Apollo–13-nál újra jelentkezett a pogo oszcilláció, csak nem az első fokozat, hanem az S-II J–2-es hajtóműveiben, amelyek közül az egyik idő előtt le is állt, vagy az Apollo–15 F–1-esei a fokozatleválást követően nem álltak le teljesen, hanem 2%-os tolóerővel tovább működtek, ezért az első s második fokozat vészesen közel került egymáshoz, vagy a Skylab űrállomás pályára állítása kis híján kudarcot vallott, amikor a felbocsátás közben a max. Q érték közelében a légáramlat bejutott az űrállomás burkolata alá és letépte a hővédő és mikrometeoroid pajzsot. Az F–1 hajtóművekkel azonban lényegi probléma nem merült fel többé.

## Az F–1 hajtóművek utóélete

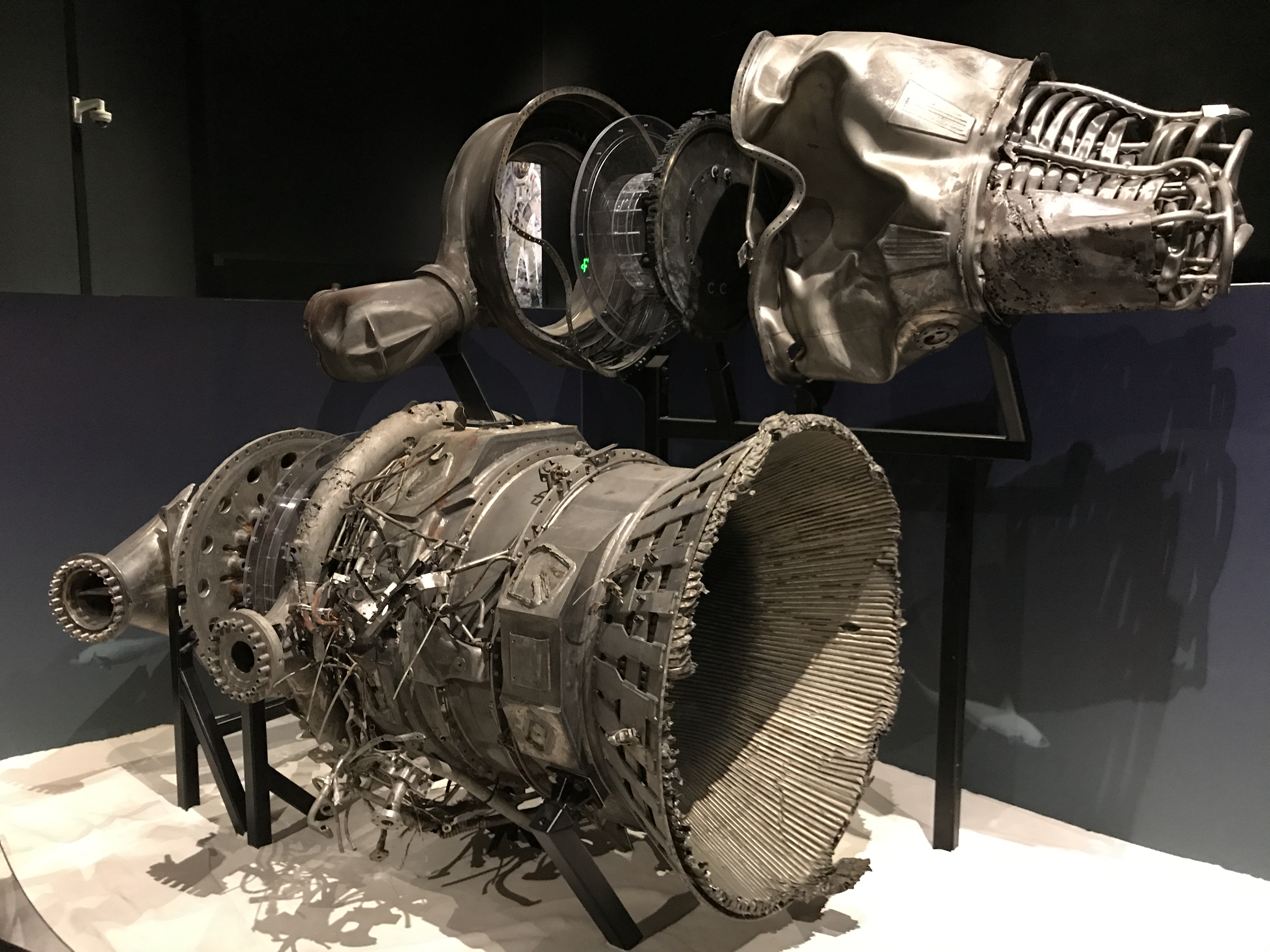
A tengerből kiemelt és részben helyreállított eredeti F–1 alkatrészek kiállítási tárgyként

Az idők során összesen húsz hajtómű maradt vissza az utókorra, amelyek nem az Atlanti-óceán mélyén végezték. Ebből tíz darab volt abban a két megépült és végül soha fel nem szállt Saturn V-ösben (sz SA–514-ben ls az SA–515-ben, amelyet eredetileg az Apollo–19-hez és az Apollo–20-hoz szántak, ám a program megkurtítása és leállítása miatt már nem szálltak fel. Ezekből öt a fokozatba szerelve a Lyndon B. Johnson Űrközpontban, Houstonban lett kiállítva, a másik pedig szintén egy S–IC részeként az Infinity Science Centerben van kiállítva a John C. Stennis Űrközpont részeként. A másik tíz darab olyan egységekből került ki, amelyekben valaha használatban voltak a hajtóművek, de soha nem szálltak fel. Még a földi tesztekhez épült egy teljes tesztekhez szánt darab, az S–IC–T, amelynek S–IC fokozata a Kennedy Űrközpont szabadtéri kiállításán látható, a bennük levő hajtóművekkel. Illetve készült még egy másik tesztrakéta, az S–IC–D fokozattal, amely dinamikus rakétatesztekben vett részt, ezt az U.S. Space and  Rocket Centerbe szállították kiállításra Huntsvillebe, a rakéta szülőhelyére.
2012-ben született egy kezdeményezés Jeff Bezos – az Amazon.com alapítója – részéről, hogy a repült, az óceán mélyén fekvő példányokból is mentsenek meg darabokat. 2012. március 28-án Bezos bejelentette, hogy szonárral bemértek olyan tárgyakat, amelyek az Apollo-programból visszamaradt F–1 hajtóművek és más rakéta részegységek lehetnek. 2013 év elején a Bezos szponzorálta expedíció kifutott a Seabed Worker hajó fedélzetén és sikerrel kiemeltek néhány alkatrészt a tengerből, amelyek kétségtelenül egy F–1-eshez tartoznak (azonosítani ekkor még nem tudták). 2013. július 19-én Bezos nyilvánosságra hozta, hogy sikerrel azonosították a gyári számot egy alkatrészen és ez a Rocketdyne 2044-es számát viselte (amely a NASA lajstromban 6044-esként szerepelt. Ezek szerint ez az egység volt az Apollo–11 történelmi rakétájának center (#5-ös) hajtóműve, amelyen 1969. július 16-án indult útnak a Hold felé Neil Armstrong, Buzz Aldrin és Michael Collins. 2014-ben, a felszínre hozott tárgyak restaurálás után kiderült, hogy nem egy, hanem hanem legalább két különböző repülés hajtóműveiből sikerül az alkatrészeket felhozni a tenger alól. Ezek ma kiállítási tárgyakként funkcionálnak.